# Yang Youlin
Yang Youlin (1899-1935) era miembro del Partido Comunista de China y vicepresidente del gobierno provincial soviético de Hunan Hubei Jiangxi antes de ser capturado y ejecutado en 1935 por el KMT.